# Joe Medlin
Joe Medlin (* 1. April 1919 in Norfolk, Virginia; † 11. Dezember 1995 in Teaneck, New Jersey) war ein US-amerikanischer Jazz- und Rhythm-&-Blues-Sänger (Bariton) und Musikmanager.

## Leben und Wirken
Joe Medlin begann mit 16 Jahren als Sänger aufzutreten; von 1944 bis 1947 war er Vokalist bei Buddy Johnson. 1948 nahm er mit dem Orchester von Tab Smith auf. Außerdem war er im Herbst 1948 kurzzeitig Mitglied des Vokalensembles The Ravens; er verließ die Gruppe bereits im November desselben Jahres, um die Arbeit an seiner Solokarriere wieder aufzunehmen. Ab den frühen 1950er-Jahren legte er unter eigenem Namen eine Reihe von Singles vor wie „Afternoon of a Dream“ (mit Freddie Washington), „Here In This Magic Moment“, „Suffering with the Blues“, „No One But You“ und „Who Am I?“, die auf den Labeln ASA, Decca, Roost, King und Mercury Records erschienen. Einen nationalen Hit hatte er mit dem Song „I Kneel at Your Throne“, der im März 1959 auf #85 der Billboard Hot 100 gelangte. Der Jazz-Diskograf Tom Lord listet seine Beteiligung an 17 Aufnahmesessions zwischen 1945 und 1959.
In den folgenden Jahren arbeitete Medlin als Produzent, A&R und Promoter in der Musikindustrie, u. a. für die Musiklabel United Artists, Atlantic Records und ab 1963 für Roulette Records. 1962, in seiner Zeit bei United Artists, war er der erste afroamerikanische Vizepräsident eines Major Labels; unter anderem produzierte er Debbie Taylor. Jimmy Scott nannte Medlin als einen der ihn beeinflussenden Sänger.